# کارل گرلاند
کارل گرلاند (به آلمانی: Karl Gerland) (زاده ۱۴ ژوئیه ۱۹۰۵ - درگذشته ۲۱ آوریل ۱۹۴۵) یک سیاستمدار آلمانی در دوره رایش سوم و از ۱ ژوئن ۱۹۳۸ تا سال ۱۹۴۱ گولایتر نیدراسترایش و از ۱۳ دسامبر ۱۹۴۳ تا سال ۱۹۴۵ گولایتر کورهسن بود.